# Ray Barbuti

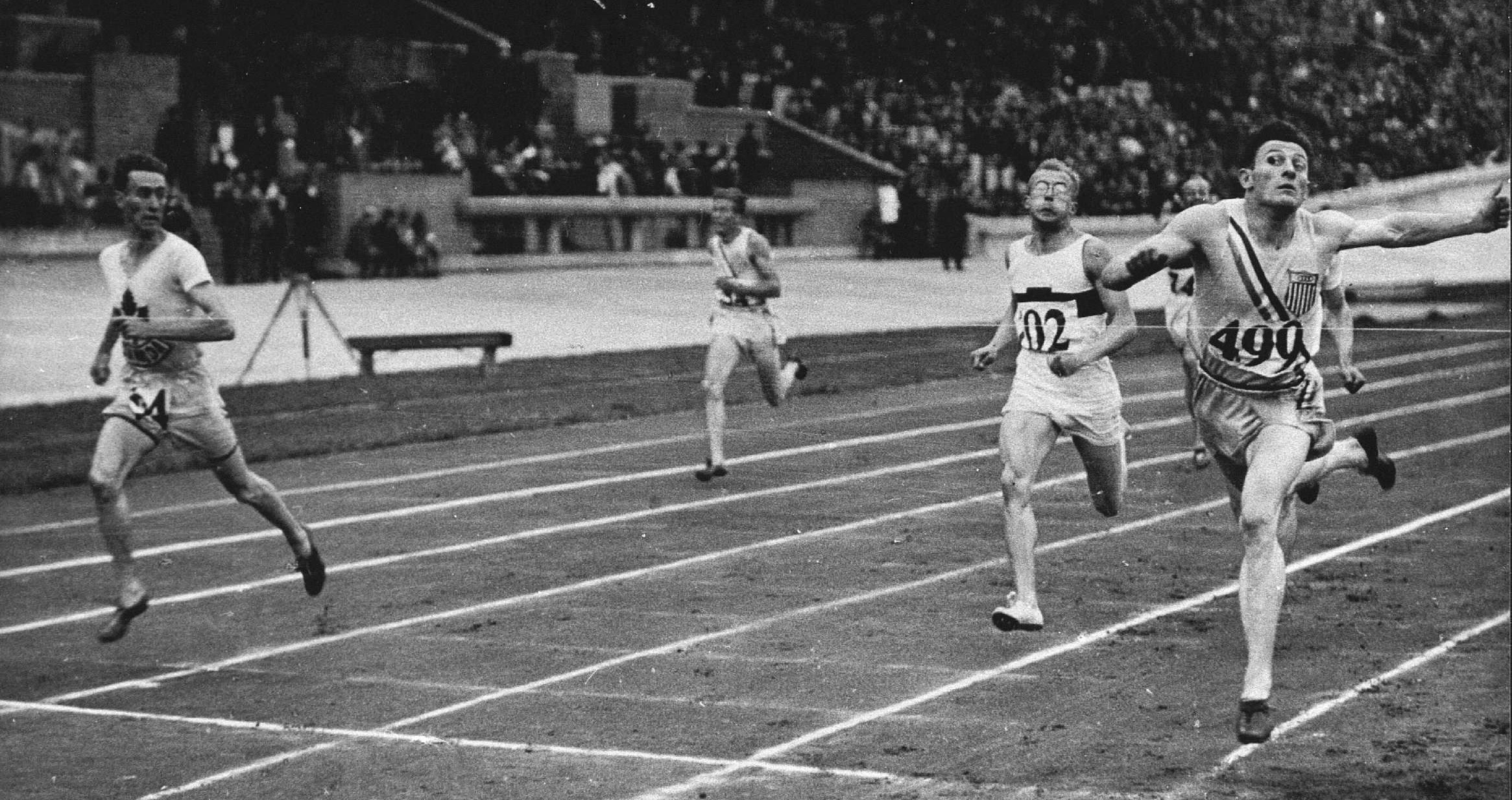
Ray Barbuti (rechts) wint zijn eerste gouden medaille op de OS van 1928.

Raymond (Ray) James Barbuti (Nassau County (New York), 12 juni 1905 – Canaan, 8 juli 1988) was een Amerikaanse atleet en Americanfootballspeler. Hij won twee gouden medailles op de Olympische Spelen.

## Loopbaan
Ray Barbuti studeerde aan de Syracuse University, waar hij in 1928 het IC4A-kampioenschap won op de 400 m in 48,8 s. Ook scoorde hij in een Americanfootballwedstrijd acht touchdowns in een wedstrijd. In hetzelfde jaar won hij de 400 m horden op het Amateur Athletic Union (AAU)-kampioenschap in 51,4.
Zijn trainer liet hem zelden zijn favoriete afstanden, de 200 yd en de 400 yd, op hetzelfde toernooi lopen. Hierdoor liep hij op de Olympische Spelen van 1928 alleen de 400 m. Hij won deze wedstrijd in 47,8. Op de 4 × 400 m estafette behaalde hij als slotloper met zijn teamgenoten George Baird, Fred Alderman en Emerson Spencer een tweede gouden medaille in een wereldrecordtijd van 3.14,2.
In zijn actieve tijd was Barbuti aangesloten bij de New York Athletic Club.
Ray Barbuti stierf op 83-jarige leeftijd.

## Titels
- Olympisch kampioen 400 m - 1928
- Olympisch kampioen 4 × 400 m - 1928
- Amerikaans kampioen 400 m - 1928
- IC4A-kampioen 220 yd - 1928
- IC4A-kampioen 440 yd - 1928

## Persoonlijk record
| Onderdeel | Prestatie | Datum           | Plaats    |
| --------- | --------- | --------------- | --------- |
| 400 m     | 47,8 s    | 3 augustus 1928 | Amsterdam |

## Palmares

### 400 m
- 1928:  OS - 47,8

### 4 × 400 m
- 1928:  OS - 3.14,2 (WR)

1896: Thomas Burke ·
1900: Maxey Long ·
1904: Harry Hillman ·
1908: Wyndham Halswelle ·
1912: Charles Reidpath ·
1920: Bevil Rudd ·
1924: Eric Liddell ·
1928: Ray Barbuti ·
1932: Bill Carr ·
1936: Archie Williams ·
1948: Arthur Wint ·
1952: George Rhoden ·
1956: Charlie Jenkins ·
1960: Otis Davis ·
1964: Mike Larrabee ·
1968: Lee Evans ·
1972: Vince Matthews ·
1976: Alberto Juantorena ·
1980: Viktor Markin ·
1984: Alonzo Babers ·
1988: Steve Lewis ·
1992: Quincy Watts ·
1996: Michael Johnson ·
2000: Michael Johnson ·
2004: Jeremy Wariner ·
2008: LaShawn Merritt ·
2012: Kirani James · 
2016: Wayde van Niekerk · 
2020: Steven Gardiner · 
2024: Quincy Hall
1912: Sheppard, Lindberg, Meredith, Reidpath ·
1920: Griffiths, Lindsay, Ainsworth-Davis, Butler ·
1924: Cochran, Helffrich, MacDonald, Stevenson ·
1928: Baird, Alderman, Spencer, Barbuti ·
1932: Fuqua, Ablowich, Warner, Carr ·
1936: Wolff, Rampling, Roberts, Brown ·
1948: Harnden, Bourland, Cochran, Whitfield ·
1952: Wint, Laing, McKenley, Rhoden ·
1956: Jenkins, Jones, Mashburn, Courtney ·
1960: Yerman, Young, G. Davis, O. Davis ·
1964: Cassell, Larrabee, Williams, Carr ·
1968: Matthews, Freeman, James, Evans ·
1972: Asati, Nyamau, Ouko, Sang ·
1976: Frazier, Brown, Newhouse, Parks ·
1980: Valiulis, Linge, Tsjernetski, Markin ·
1984: Nix, Armstead, Babers, McKay ·
1988: Everett, Lewis, Robinzine, Reynolds ·
1992: Valmon, Watts, Johnson, Lewis ·
1996: Harrison, Smith, Mills, Maybank ·
2000: Bada, Chukwu, Monye, Udo-Obong  ·
2004: Harris, Brew, Wariner, Williamson ·
2008: Merritt, Taylor, Neville, Wariner ·
2012: Brown, Pinder, Mathieu, Miller ·
2016: Hall, McQuay, Roberts, Merritt ·
2020: Cherry, Norman, Deadmon, Benjamin ·
2024: Bailey, Norwood, Deadmon, Benjamin